# Badula balfouriana
Badula balfouriana är en viveväxtart som först beskrevs av O. Kuntze, och fick sitt nu gällande namn av Carl Christian Mez. Badula balfouriana ingår i släktet Badula och familjen viveväxter. Inga underarter finns listade i Catalogue of Life.